# Zákon o nemocenském pojištění
Zákon o nemocenském pojištění (zákon č. 187/2006 Sb., o nemocenském pojištění) je zákon, který v České republice od 1. ledna 2009 upravuje nemocenské pojištění. Jeho prováděcími předpisy jsou většinou Sdělení Ministerstva práce a sociálních věcí, která upřesňují výše redukčních hranic pro úpravu denního vyměřovacího základu, a dále nařízení vlády ČR.

## Historie
Systém nemocenského pojištění byl od roku 1956 upraven zákonem č. 54/1956 Sb. spolu s dalšími normami. Tento zákon byl velice nepřehledný. Po mnoha pokusech novelizace tohoto zákona přinesl zásadní změny až zákon č. 187/2006 Sb., o nemocenském pojištění.
Návrh zákona byl rozeslán poslancům dne 3. 6. 2005. Návrh byl v PSP schválen 21. 12. Prezident V. Klaus zákon nepodepsal a v březnu 2006 ho vrátil zpět sněmovně z důvodu platby nemocenské zaměstnavatelem.. Sněmovna setrvala na původním návrhu zákona a schválila jej 25. 4. 2006.
Od roku 2014 se v nemocenském pojištění zásadním způsobem mění definice zaměstnance a upravují se podmínky pro účast na nemocenském pojištění zaměstnanců v zaměstnání krátkodobém a v zaměstnání malého rozsahu.
V roce 2019 byl přijat zákon č. 164/2019 Sb., kterým se mění Zákon o nemocenském pojištění. Tato změna zavádí eNeschopenky, ale užívá pro ně termín elektronická podání.

## Kontroverze
Nejvyšší správní soud předložil Ústavnímu soudu návrh na zrušení ustanovení § 158 písm. a) zákona a Ústavní soud tento odstavec zrušil.